# The Taste/Staffel 7
Die siebte Staffel von The Taste wurde ab dem 2. Oktober 2019 ausgestrahlt. Sat.1 hat für 2019 eine weitere Staffel von The Taste angekündigt, welche jedoch ohne Roland Trettl stattfinden wird. Ein Nachfolger war zunächst nicht bekannt. Auch Cornelia Poletto gab ihren Ausstieg bekannt. Ebenso wie bei Trettl, war zu Anfang keine Nachfolgerin oder ein Nachfolger benannt worden. Ende Mai 2019 wurde bekannt, dass Tim Raue und Maria Groß die Nachfolge antreten werden. Somit bestand die Jury der siebten Staffel aus den Fernsehköchen Alexander Herrmann, Frank Rosin, Tim Raue und Maria Groß. In der siebten Staffel wurde erstmals der Kandidatenjoker eingeführt, mit dem jeder Coach jeweils einmal einen ausgeschiedenen Kandidaten retten kann. Gewinner der Staffel war Marko Ullrich, der zunächst bei Maria Groß, dann bei Tim Raue und zuletzt bei Alexander Herrmann im Team war.

## Die Teams und Platzierungen im Team
| Platz | Name             | Bewertung im Casting                                  | Gesammelte Sterne |
| ----- | ---------------- | ----------------------------------------------------- | --- |
| 1.    | Michi (ab Ep. 4) | Sternsymbol · Sternsymbol · Sternsymbol · Sternsymbol | Sternsymbol · Sternsymbol · Sternsymbol · Sternsymbol · Sternsymbol · Sternsymbol · Sternsymbol · Sternsymbol · Sternsymbol |
| 2.    | Madeline         | Sternsymbol · Sternsymbol · Sternsymbol · Sternsymbol | - |
| 3.    | Patrick          | Sternsymbol · Sternsymbol · Sternsymbol · Sternsymbol | Sternsymbol |
| 4.    | Nathanael        | Sternsymbol · Sternsymbol · Sternsymbol · Sternsymbol | - |
| 5.    | Nicole           | Sternsymbol · Sternsymbol · Sternsymbol · Sternsymbol | - |

| Platz | Name             | Bewertung im Casting                                  | Gesammelte Sterne                                                                               |
| ----- | ---------------- | ----------------------------------------------------- | ----------------------------------------------------------------------------------------------- |
| 1.    | Bassim           | Sternsymbol · Sternsymbol · Sternsymbol · Sternsymbol | Sternsymbol · Sternsymbol · Sternsymbol · Sternsymbol · Sternsymbol · Sternsymbol · Sternsymbol |
| 2.    | Tobias           | Sternsymbol · Sternsymbol · Sternsymbol · Sternsymbol | 1                                                                                               |
| 3.    | Marko (ab Ep. 5) | Sternsymbol · Sternsymbol · Sternsymbol · Sternsymbol | 1                                                                                               |
| 4.    | Roman            | Sternsymbol · Sternsymbol · Sternsymbol · Sternsymbol | -                                                                                               |
| 5.    | Bine             | Sternsymbol · Sternsymbol · Sternsymbol · Sternsymbol | -                                                                                               |

| Platz | Name              | Bewertung im Casting                                  | Gesammelte Sterne                                                                               |
| ----- | ----------------- | ----------------------------------------------------- | ----------------------------------------------------------------------------------------------- |
| 1.    | Susanne           | Sternsymbol · Sternsymbol · Sternsymbol · Sternsymbol | -                                                                                               |
| 2.    | Tobias (ab Ep. 7) | Sternsymbol · Sternsymbol · Sternsymbol · Sternsymbol | Sternsymbol · Sternsymbol · Sternsymbol · Sternsymbol · Sternsymbol · Sternsymbol · Sternsymbol |
| 3.    | Maria             | Sternsymbol · Sternsymbol · Sternsymbol · Sternsymbol | -                                                                                               |
| 4.    | Marko             | Sternsymbol · Sternsymbol · Sternsymbol · Sternsymbol | 1                                                                                               |
| 5.    | Michi             | Sternsymbol · Sternsymbol · Sternsymbol · Sternsymbol | 1                                                                                               |

| Platz | Name             | Bewertung im Casting                                  | Gesammelte Sterne         |
| ----- | ---------------- | ----------------------------------------------------- | ------------------------- |
| 1.    | Marko (ab Ep. 6) | Sternsymbol · Sternsymbol · Sternsymbol · Sternsymbol | Sternsymbol · Sternsymbol |
| 2.    | Maximilian       | Sternsymbol · Sternsymbol · Sternsymbol · Sternsymbol | Sternsymbol · Sternsymbol |
| 3.    | Clive            | Sternsymbol · Sternsymbol · Sternsymbol · Sternsymbol | -                         |
| 4.    | Lutz             | Sternsymbol · Sternsymbol · Sternsymbol · Sternsymbol | -                         |
| 5.    | Sabine           | Sternsymbol · Sternsymbol · Sternsymbol · Sternsymbol | -                         |

## Verlauf der 7. Staffel
Die Auswahl der Kandidaten für die Teams (Casting) wurde in der ersten und zu Beginn der zweiten Episode ausgestrahlt. Ab der zweiten Episode wurde im Team- und Einzelkochen jeweils ein Kandidat eliminiert. Eliminierte Kandidaten konnten durch den Kandidatenjoker gerettet werden und wechselten in ein anderes Team. In diesem Fall musste nur ein Kandidat die Show in dieser Folge verlassen.
|       |            |            |            | Episode 2 09.10.2019                      | Episode 3 16.10.2019                      | Episode 4 23.10.2019                              | Episode 5 30.10.2019                           | Episode 6 06.11.2019                                     | Episode 7 13.11.2019                      | Halbfinale 20.11.2019                     | Finale 27.11.2019                         |
| ----- | ---------- | ---------- | ---------- | ----------------------------------------- | ----------------------------------------- | ------------------------------------------------- | ---------------------------------------------- | -------------------------------------------------------- | ----------------------------------------- | ----------------------------------------- | ----------------------------------------- |
|       | Gastjuror  | Gastjuror  | Gastjuror  | Björn Swanson                             | Sarah Henke-Eckhardt Christian Eckhardt   | Haya Molcho                                       | Christoph Rüffer                               | René Frank                                               | Martin Klein                              | Jan Hartwig                               | Ingo Holland Sebastian Frank              |
|       | Thema      | Thema      | Thema      | Das kulinarische Amerika                  | Liebe geht durch den Magen                | Küche der Levante                                 | Vier Jahreszeiten                              | Dessert                                                  | Welt                                      | Kunst                                     | Gewürze Fermentation 3-Gänge-Menü         |
| Platz | Koch       | Koch       | Koch       | Status der Kandidaten am Ende der Episode | Status der Kandidaten am Ende der Episode | Status der Kandidaten am Ende der Episode         | Status der Kandidaten am Ende der Episode      | Status der Kandidaten am Ende der Episode                | Status der Kandidaten am Ende der Episode | Status der Kandidaten am Ende der Episode | Status der Kandidaten am Ende der Episode |
| 1.    |            |            | Marko      | Immun                                     | Weiter                                    | Favorit (2 goldene Sterne)                        | Kandidatenjoker Tim Raue (Entscheidungskochen) | Kandidatenjoker Alexander Herrmann (Entscheidungskochen) | Weiter                                    | Weiter                                    | Gewinner (4 goldene Sterne)               |
| 2.    | Susanne    | Susanne    | Susanne    | Weiter                                    | Weiter                                    | Weiter                                            | Immun                                          | Weiter (Entscheidungskochen)                             | Weiter (Entscheidungskochen)              | Weiter (Entscheidungskochen)              | 2. Platz                                  |
| 3.    |            |            | Michi      | Favorit (2 goldene Sterne)                | Favorit (1 goldener Stern)                | Kandidatenjoker Frank Rosin (Entscheidungskochen) | Weiter (Entscheidungskochen)                   | Immun                                                    | Favorit (4 goldene Sterne)                | Immun (2 goldene Sterne)                  | Ausgeschieden (2. Phase)                  |
| 3.    |            |            | Tobias     | Favorit (2 goldene Sterne)                | Weiter (Entscheidungskochen)              | Weiter                                            | Favorit (2 goldene Sterne)                     | Favorit (3 goldene Sterne)                               | Kandidatenjoker Maria Groß (Teamkochen)   | Weiter (Entscheidungskochen)              | Ausgeschieden (2. Phase)                  |
| 5.    | Bassim     | Bassim     | Bassim     | Weiter                                    | Favorit (1 goldener Stern)                | Favorit (2 goldene Sterne)                        | Favorit (1 goldener Stern)                     | Favorit (1 goldener Stern)                               | Weiter                                    | Favorit (2 goldene Sterne)                | Ausgeschieden                             |
| 5.    | Maximilian | Maximilian | Maximilian | Weiter                                    | Favorit (2 goldene Sterne)                | Weiter                                            | Weiter                                         | Weiter                                                   | Weiter                                    | Weiter                                    | Ausgeschieden                             |
| 7.    | Madeline   | Madeline   | Madeline   | Weiter (Entscheidungskochen)              | Weiter                                    | Weiter                                            | Weiter                                         | Weiter                                                   | Weiter                                    | Ausgeschieden                             |                                           |
| 8.    | Maria      | Maria      | Maria      | Weiter                                    | Weiter                                    | Weiter                                            | Weiter                                         | Weiter (Entscheidungskochen)                             | Immun                                     | Ausgeschieden                             |                                           |
| 9.    | Patrick    | Patrick    | Patrick    | Weiter                                    | Weiter                                    | Immun                                             | Favorit (1 goldener Stern)                     | Weiter                                                   | Ausgeschieden                             |                                           |                                           |
| 10.   | Clive      | Clive      | Clive      | Weiter (Entscheidungskochen)              | Weiter                                    | Weiter (Entscheidungskochen)                      | Weiter                                         | Ausgeschieden                                            |                                           |                                           |                                           |
| 11.   | Roman      | Roman      | Roman      | Weiter                                    | Immun                                     | Weiter                                            | Ausgeschieden                                  |                                                          |                                           |                                           |                                           |
| 12.   | Lutz       | Lutz       | Lutz       | Weiter                                    | Weiter                                    | Ausgeschieden                                     |                                                |                                                          |                                           |                                           |                                           |
| 13.   | Nathanael  | Nathanael  | Nathanael  | Weiter                                    | Ausgeschieden                             |                                                   |                                                |                                                          |                                           |                                           |                                           |
| 14.   | Sabine     | Sabine     | Sabine     | Weiter                                    | Ausgeschieden                             |                                                   |                                                |                                                          |                                           |                                           |                                           |
| 15.   | Nicole     | Nicole     | Nicole     | Ausgeschieden                             |                                           |                                                   |                                                |                                                          |                                           |                                           |                                           |
| 16.   | Bine       | Bine       | Bine       | Ausgeschieden                             |                                           |                                                   |                                                |                                                          |                                           |                                           |                                           |

Legende
| Element                       | Bedeutung |
| ----------------------------- | --- |
| Weiter                        | Ohne goldenen oder roten Stern weiter gekommen. |
| Weiter (Entscheidungskochen)  | In der 2. Phase eines der schlechtesten Gerichte gekocht (rote/r Stern/e), aber im Entscheidungskochen nicht ausgeschieden.                                                   |
| Favorit                       | In der 2. Phase eines der besten Gerichte gekocht. |
| Kandidatenjoker Coach (Phase) | Kandidat wäre eigentlich in der ersten Phase (Teamkochen) oder beim Entscheidungskochen ausgeschieden, wurde aber durch den Kandidatenjoker von einem anderen Coach gerettet. |
| Immun                         | In der 1. Phase bestes Gericht gekocht und somit sicher in der nächsten Show.                                                                                                 |
| Ausgeschieden                 | Im Entscheidungskochen das schwächste Gericht gekocht. |
| Ausgeschieden                 | In der 1. Phase vom Coach eliminiert. |

## Einschaltquoten
| Folge               | Datum               | Zuschauer | Zuschauer     | Marktanteil | Marktanteil   | Quelle |
| Folge               | Datum               | Gesamt    | 14 – 49 Jahre | Gesamt      | 14 – 49 Jahre | Quelle |
| ------------------- | ------------------- | --------- | ------------- | ----------- | ------------- | ------ |
| 1                   | 2. Okt. 2019        | 1,13 Mio. | 0,52 Mio.     | 4,2 %       | 6,4 %         | [ 6 ]  |
| 2                   | 9. Okt. 2019        | 1,07 Mio. | -             | -           | 7,1 %         | [ 7 ]  |
| 3                   | 16. Okt. 2019       | 1,21 Mio. | 0,61 Mio.     | -           | 7,9 %         | [ 8 ]  |
| 4                   | 23. Okt. 2019       | 1,14 Mio. | 0,52 Mio.     | 4,2 %       | 6,3 %         | [ 9 ]  |
| 5                   | 30. Okt. 2019       | 1,18 Mio. | 0,60 Mio.     | -           | 7,0 %         | [ 10 ] |
| 6                   | 6. Nov. 2019        | 1,27 Mio. | 0,62 Mio.     | -           | 7,7 %         | [ 11 ] |
| 7                   | 13. Nov. 2019       | 1,22 Mio. | -             | -           | 6,5 %         | [ 12 ] |
| 8                   | 20. Nov. 2019       | 1,43 Mio. | 0,74 Mio.     | -           | 8,9 %         | [ 13 ] |
| 9                   | 27. Nov. 2019       | 1,43 Mio. | 0,74 Mio.     | 5,2 %       | 8,9 %         | [ 14 ] |
| Staffeldurchschnitt | Staffeldurchschnitt | 1,24 Mio. | 0,61 Mio.     | 4,6 %       | 7,4 %         | [ 15 ] |